# Charlie Conord
Charlie Conord, né le 28 juillet 1990 à Ambilly (Haute-Savoie), est un coureur cycliste sur piste français spécialiste des épreuves de vitesse.

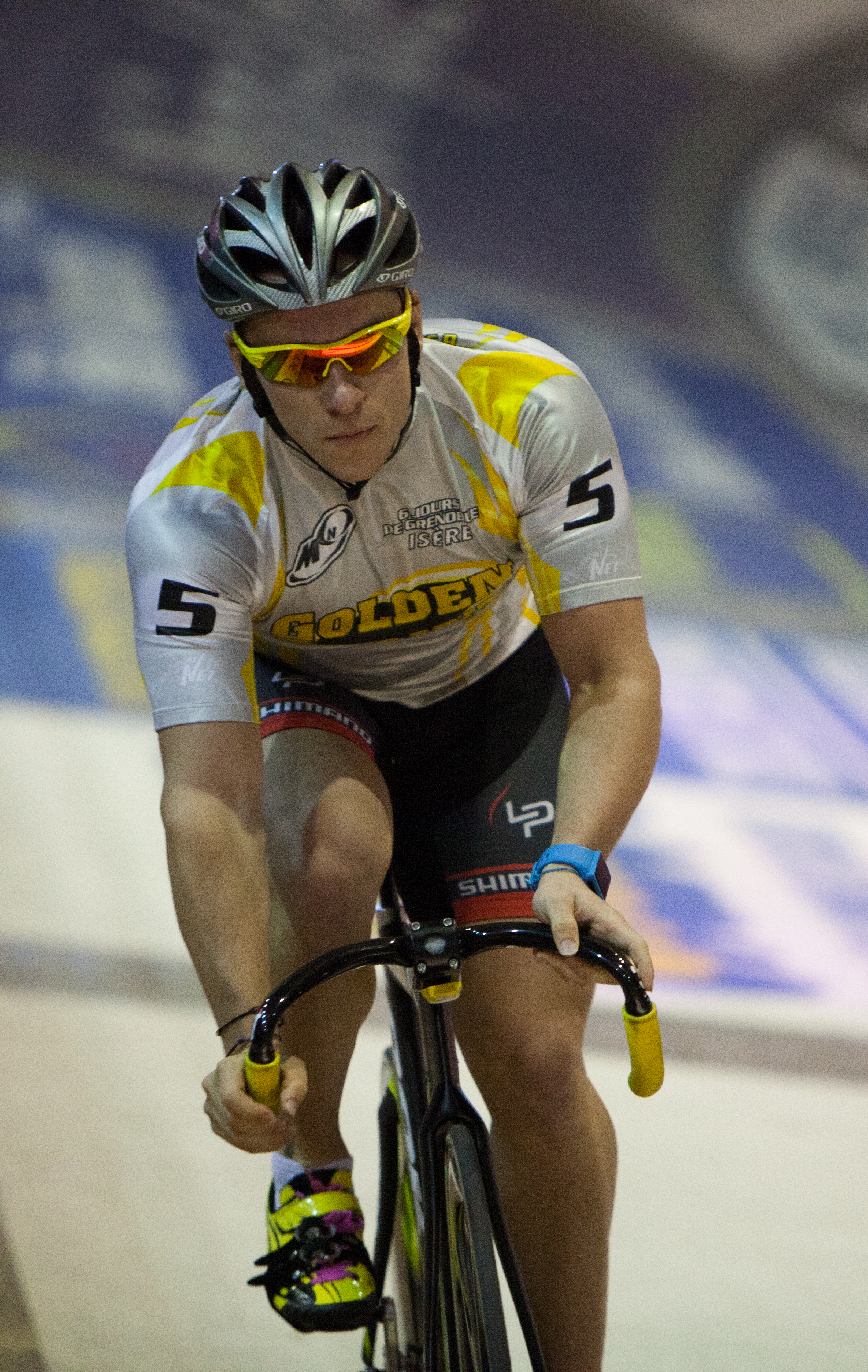
Conord lors des Six jours de Grenoble (2011)

## Repères biographiques
En 2006, Charlie Conord est vice-champion de France de vitesse cadets. L'année suivante, il débute avec les juniors et devient avec Thierry Jollet et Quentin Lafargue champion d'Europe de vitesse par équipes à Cottbus. La même année, il est champion de France de vitesse juniors et à Aguascalientes il devient vice-champion de vitesse par équipes avec Jollet et Lafargue. L'année suivante, aux mondiaux juniors 2008 au Cap, le trio est sacré champion du monde de vitesse par équipes juniors. Conord réalise le doublé en décrochant le titre en keirin et il remporte la médaille d'argent du tournoi de vitesse, où les trois français réalisent le triplé. Aux championnats d'Europe juniors de Pruszków, il obtient les mêmes résultats dans les trois disciplines.
En 2010, Conord fait ses débuts avec les élites. Il termine 21e du keirin aux mondiaux 2010 à Copenhague. En 2011, il est troisième du championnat de France du Keirin et à vice-champion d'Europe de vitesse espoirs, battu par Stefan Bötticher. En 2012, il prend de nouveau la troisième place du tournoi de vitesse aux championnats de France sur piste et la deuxième de la vitesse individuelle (battu une nouvelle fois par Bötticher) et par équipes aux championnats d'Europe espoirs. Aux championnats d'Europe élites de 2012 à Panevėžys, il se classe neuvième du sprint.
Lors de la saison 2011-2012, il profite de la relative faiblesse du plateau du tournoi de vitesse individuelle de Pékin, pour y remporter sa première victoire en coupe du monde. Sixième des qualifications, il s'impose dans tous ses duels pour l'emporter en finale devant le Chinois Zhang Lei, meilleur temps des qualifications.
Il connait ensuite une période difficile, sans résultats majeurs. En 2013, il se fait opérer des artères iliaques et déclare avoir « perdu l'envie ». Il faut attendre la saison 2016 pour le revoir sur un podium international. En France, il remporte le bronze sur le keirin aux championnats d'Europe et devient champion de France du keirin, son premier titre avec les élites. La veille, il avait pris la deuxième place de la vitesse individuelle derrière Quentin Lafargue.

## Palmarès

### Coupe du monde
- 2011-2012
  - 1er de la vitesse individuelle à Pékin

### Championnats du monde juniors
- Aguascalientes 2007
  -  Médaillé d'argent de la vitesse par équipes juniors (avec Thierry Jollet et Quentin Lafargue)
- Le Cap 2008
  -  Champion du monde de vitesse par équipes juniors (avec Thierry Jollet et Quentin Lafargue)
  -  Champion du monde du keirin juniors
  -  Médaillé d'argent de la vitesse individuelle juniors

### Championnats d'Europe
| Édition / Épreuve              | Keirin | Vitesse individuelle | Vitesse par équipes                          |
| Cottbus 2007 (juniors)         |        |                      | Or (avec Thierry Jollet et Quentin Lafargue) |
| Pruszkow 2008 (juniors)        | Or     | Argent               | Or (avec Thierry Jollet et Quentin Lafargue) |
| Anadia 2011 (espoirs)          |        | Argent               |                                              |
| Anadia 2012 (espoirs)          |        | Argent               | Argent                                       |
| Saint-Quentin-en-Yvelines 2016 | Bronze |                      |                                              |

### Championnats de France
| - 2007 - Champion de France de vitesse par équipes (avec Thierry Jollet et Kenny Cyprien) - Champion de France de vitesse juniors - 2008 - Champion de France du keirin juniors - 2009 - Champion de France du kilomètre espoirs - 2011 - 3e du keirin | - 2012 - 3e de la vitesse - 2013 - 3e de la vitesse - 2016 - Champion de France du keirin - 2e de la vitesse |